# Hugo Salinger
Hugo Salinger (* 5. April 1866 in Marienwerder; † 8. August 1942 im KZ Theresienstadt) war ein deutscher Reichsgerichtsrat.

## Leben
Er legte als mittelmäßiger Schüler 1885 das Abitur ab. Ursprünglich strebte er den Arztberuf an, entschied sich aber das Studium der Rechtswissenschaften in Berlin zu beginnen. 1887 studierte er für ein Semester in Greifswald. 1888 wurde er Referendar nach bestandener Prüfung in Tiegenhof, dann in Danzig, Berlin und Marienwerder. 1892 wurde er Assessor in Marienwerder, dann in Konitz, Graudenz, Elbing, Gollub und Danzig. Salinger promovierte 1895 in Greifswald („cum laude“). Er wurde 1898 zum Landrichter in Konitz ernannt. In seiner Amtszeit geschahen die Pogrome anlässlich der Konitzer Mordaffäre. 1906 wurde er nach Breslau versetzt. 1907 erfolgte seine Ernennung zum Landgerichtsrat und 1910 zum Oberlandesgerichtsrat. In der Personalakte heißt es 1914: „Trotz stark jüdischem Äußeren ist Salinger eine angenehme Persönlichkeit, der ebenso wie seine Gattin Takt und gute Umgangsformen besitzt.“.
1919 wurde er Reichsgerichtsrat. Salinger war im VII. und V. Zivilsenat des Reichsgerichts tätig. Juni 1931 ging er in Pension. 1921 wurde er Mitbegründer des Verbandes nationaldeutscher Juden. Salinger wohnte in Leipzig in der Scharnhorststrasse 23 II in der Südvorstadt. In dem Haus wohnte auch sein Kollege Otto Sayn. Nach dem Ruhestand zog Salinger nach Hamburg. Von hier wurde er mit seiner Ehefrau am 15. Juli 1942 nach Theresienstadt deportiert. Sein Nachlass wird im niederländischen Nationalarchiv aufbewahrt.

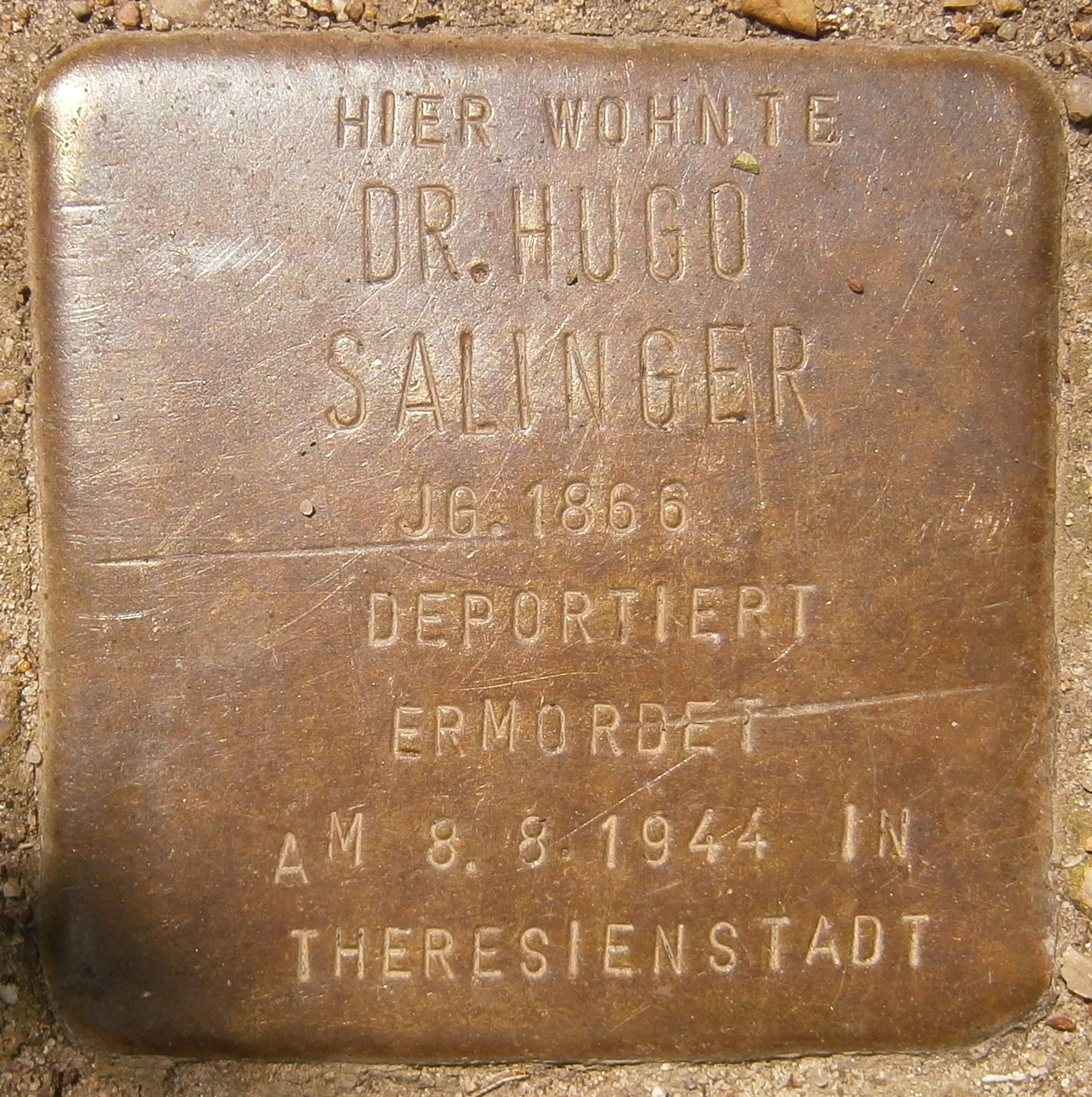
Stolperstein für Hugo Salinger in Hamburg-Eimsbüttel

## Familie
Sein Vater war Carl Salinger und seine Mutter war Emma Salinger, geborene Lachmann. Seine Ehefrau Regine (1875–…?) stammte wie Salinger selbst aus Marienwerder. Ihre Eltern waren Elias und Rosalia Hirschfeld, geborene Lachmann. Die Eheleute Salinger waren vermutlich Vetter und Cousine. Der einzige Sohn Hans Dietrich (1899–1979) emigrierte 1937 in die Niederlande.

## Werke
- Über den Umfang des der Hypothek und Grundschuld verhafteten Objekts nach preußischem Recht, Diss. Greifswald 1896.
- „Die Nacherbfolge nach dem Bürgerlichen Gesetzbuch“, Archiv für bürgerliches Recht, Band 19 (1901) S. 138.
- „Ueber die Pfändung der dem Betriebe der Landwirtschaft dienenden Gegenstände“, Deutsche Juristen-Zeitung, Jahrgang 10 (1905), Sp. 737.
- „Zur Frage der kumulativen Schuldübernahme“, Archiv für bürgerliches Recht, Band 28 (1906), S. 81.
- Rezension zu „Dr. Arthur Nußbaum, Die Rechtstatsachenforschung. Tübingen 1914. Verlag von J. C. B. Mohr. 48 S.“, Zeitschrift für deutschen Zivilprozeß, Band 46 (1917), S. 259.
- „Das Recht am eingerichteten und ausgeübten Gewerbebetriebe“, Beiträge zur Erläuterung des deutschen Rechts, Jahrgang 62 (1918), S. 289.

## Quelle
- Susanne Lohmeyer: „Dr. Hugo Salinger“, im Projekt „Stolpersteine in Hamburg“, Hamburg 2005, Webseite, abgerufen am 8. September 2010.

| Personendaten    | Personendaten               |
| ---------------- | --------------------------- |
| NAME             | Salinger, Hugo              |
| KURZBESCHREIBUNG | deutscher Reichsgerichtsrat |
| GEBURTSDATUM     | 5. April 1866               |
| GEBURTSORT       | Marienwerder                |
| STERBEDATUM      | 8. August 1942              |
| STERBEORT        | KZ Theresienstadt           |